# Sallie Gardner at a Gallop
Sallie Gardner at a Gallop was een filmproductie-experiment op 19 juni 1878. De film bestaat uit een snelbewegende serie van 24 foto's die werden weergegeven op een zoopraxiscope. Fotograaf Eadweard Muybridge had van Leland Stanford opdracht gekregen om de foto's te maken. Het doel van het filmen was om te bewijzen dat een paard in galop op een bepaald moment met alle vier de hoeven loskomt van de grond.

## Ontwikkeling

Muybridge-serie van een paard in galop.

In juli 1877 probeerde Muybridge Stanfords een theorie te bewijzen met behulp van een aantal losse fotonegatieven waarop Stanfords racepaard Occident in de lucht te zien was tijdens het midden van een galop. Een van de foto's was verstuurd naar de lokale Californische pers, maar omdat het filmnegatief was gemanipuleerd, had de pers het bewijs afgewezen. Het manipuleren van negatieven was gewoon in die tijd en Muybridge won voor de foto een prijs tijdens de twaalfde San Francisco Industriële tentoonstelling.
Het jaar daarna financierde Stanford zijn volgende project, hoewel het gerucht ging dat de twee een weddenschap over de uitkomst hadden van $ 25.000. De film was opgenomen in Palo Alto op 19 juni 1878 in het bijzijn van de pers. Muybridge fotografeerde een in Kentucky gefokte merrie van Stanford genaamd Sallie Gardner. De camera's waren opgesteld op een spoor parallel aan het pad van het paard. Muybridge gebruikte 24 camera's die ongeveer op een afstand van 69 cm van elkaar lagen. De camera's gingen zo'n 1/25 seconde na elkaar af. De sluiters waren bediend door struikeldraad, die afging doordat de hoeven van het paard passeerden. De foto's werden 1/1000 seconde later genomen. Domm, de jockey die Sallie bereed, gebruikte een snelheid van 1:40 gang, wat betekent dat het paard rende met een snelheid van één mijl per 1 minuut en 40 seconden, wat overeenkomt met 36 mph of ongeveer 58 km/h. Het resultaat van dit experiment was een film van een paard in galop. Hierop was te zien dat er in galop inderdaad een 'zweefmoment' is waarop alle benen van de grond af zijn. De foto's waren ter plekke ontwikkeld en toen de pers ook de gebroken riemen op Sallies zadel zag, waren ze overtuigd van de betrouwbaarheid van de foto's.

## Nasleep
De relatie tussen Muybridge en Stanford verslechterde in 1882 toen Stanford het boek The Horse in Motion as Shown by Instantaneous Photography schreef (uitgegeven door Osgood & Co). Het boek bevatte niet de foto's van Muybridge, hoewel het beweerde instantaneous photography (foto's gemaakte met een korte sluitertijd) te bevatten, en gaf in plaats daarvan 100 illustraties weer, gebaseerd op de foto's die genomen waren van Sallie. Muybridge was nergens in het boek genoemd, behalve in een technische index gebaseerd op een verslag dat Stanford had geschreven. Dit werd niet goed opgenomen door Muybridge, aangezien dit incident de Britain's Royal Society of Arts ertoe leidde om hem op te roepen om te verklaren waarom hij geen eer kreeg voor het werk. De society bood aan om verdere fotografische onderzoeken van dierlijke beweging te financieren.
In 1880 projecteerde Muybridge bewegende afbeeldingen op een scherm toen hij een presentatie hield op de California School of Fine Arts. Dit was voor zover bekend de eerste filmtentoonstelling. Hij ontmoette later Thomas Edison die toen recent de fonograaf had uitgevonden. Edison werkte toentertijd aan de voorloper van de filmcamera: de kinetoscoop.
De studies en het werk van Muybridge waren na 9 jaar van succesvol experimenteren met fotografie en beweging gepubliceerd in Philadelphia met hulp van de Universiteit van Pennsylvania. De publicatie bestond uit 781 lichtdrukplaten en was genaamd Animal Locomotion: An Electro-photographic Investigation of Consecutive Phases of Animal Movements, 1872–1885. De lichtdrukplaten waren ongeveer 48 bij 61 cm groot en waren opgeborgen in een frame van ongeveer 91 bij 91 cm. De platen bevatten in totaal ongeveer 20.000 foto's. De gepubliceerde platen bevatten 514 mannen en vrouwen in beweging, 27 platen beeldden abnormale mannelijke en vrouwelijke beweging af, 16 platen gingen over kinderen, 5 platen gingen over volwassen mannelijke handbeweging en de andere 219 platen gingen over dieren.